# لاندرنو
لاندرنو (به فرانسوی: Landerneau) یک کمون در فرانسه است که در canton of Landerneau واقع شده‌است.

## خصوصیات
لاندرنو ۱۳٫۱۹ کیلومترمربع مساحت و ۱۴٬۹۹۹ نفر جمعیت دارد.

## خواهرخوانده
شهر هونفلد خواهرخواندهٔ لاندرنو هست.